# クラマトルスク市電
クラマトルスク市電（ウクライナ語: Краматорський трамвай、ロシア語: Краматорский трамвай）は、かつてウクライナの都市・クラマトルスクに存在した路面電車。2017年8月1日に廃止された。

## 概要・歴史
クラマトルスク市内の路面電車計画は1936年、ウクライナ・ソビエト社会主義共和国の人民委員会によって建設が承認された事から始まり、同年から建設が行われた後、1937年5月12日に全長4 kmの路線が完成した。続いて翌1938年に新たな路線が開通し、第二次世界大戦（大祖国戦争）直前には計7 kmの路線が存在した。大戦中は一時的に全列車の運行が停止していたが、1944年夏季以降復旧工事が行われ、戦前に導入された7両（電動車4両、付随車3両）の電車が使用された。
戦後、1951年にソビエト連邦（ソ連）の閣僚会議で承認を受けた事で路線の延伸が再度始まり、1957年に市内中心部に2.5 kmの区間が建設されたのを皮切りに、郊外の工場や地区へ向けて積極的な延伸が実施され、ソ連末期の1989年には営業キロ38 km以上、5系統（1号線 - 5号線）の路線網を有していた。車両についても利用客の増加に対応した増備が実施され、1967年には最初のボギー車としてチェコスロバキア（現：チェコ）のČKDタトラ製のタトラT3が2両導入されたが、これらの車両は1972年に全車ともマリウポリ（マリウポリ市電）へ転属した。その一方で1974年からはソ連のウスチ＝カタフスキー車両製造工場製のKTM-5M3の導入が始まり、1970年代後半から廃止に至るまでクラマトルスク市電の車両は同形式に統一されていた。
列車や施設の運営・管理についてはソ連時代から2000年代までクラマトルスク市の路面電車・トロリーバス部門によって行われていたが、2003年に同市が所有する単一企業体であるクラマトルスク路面電車・トロリーバス管理会社（Краматорское трамвайно-троллейбусное управление、КТТУ）への再編が実施された。
ソビエト連邦の崩壊後もクラマトルスク市における重要な交通機関として運行していたが、経済の混乱やモータリーゼーションによる利用客の減少により路面電車は不採算事業となり、クラマトルスク南西部の旧市街へ向かう区間が2003年に廃止された他、1号線と4号線についても2000年代までに廃止された。残された3系統、営業キロ34.7 kmの路線網も車両・施設共に老朽化が進み、路線バスへ置き換えた方が安価である事から、2017年8月1日をもって最後に残された区間も廃止された。晩年は全系統とも平日のみの運行となり、最期まで在籍していた車両は8両のKTM-5M3と2両の事業用車両だった。

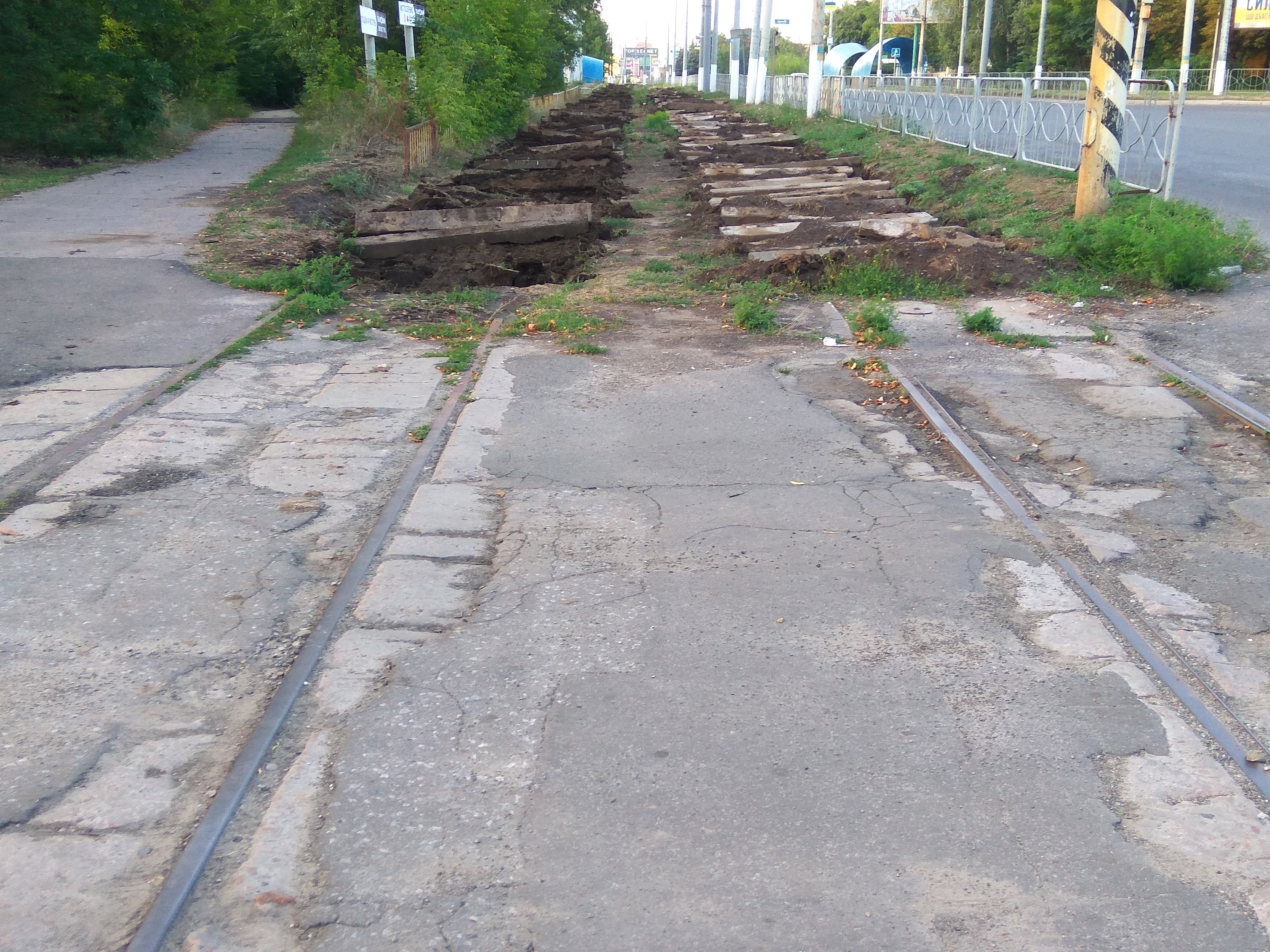
クラマトルスク市電の廃線跡（2019年撮影）
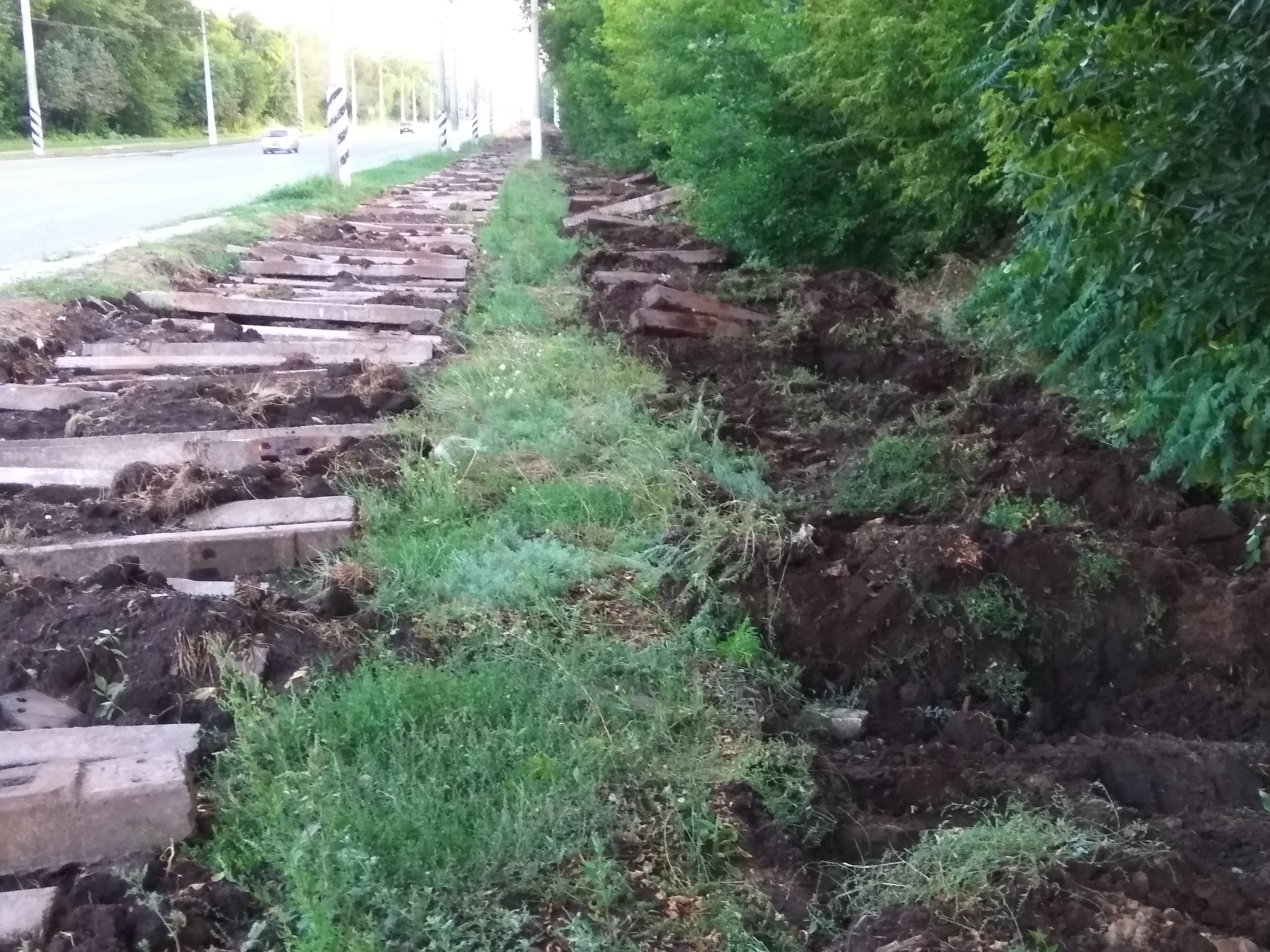
枕木が残る廃線跡（2019年撮影）